# Kızılay-Platz

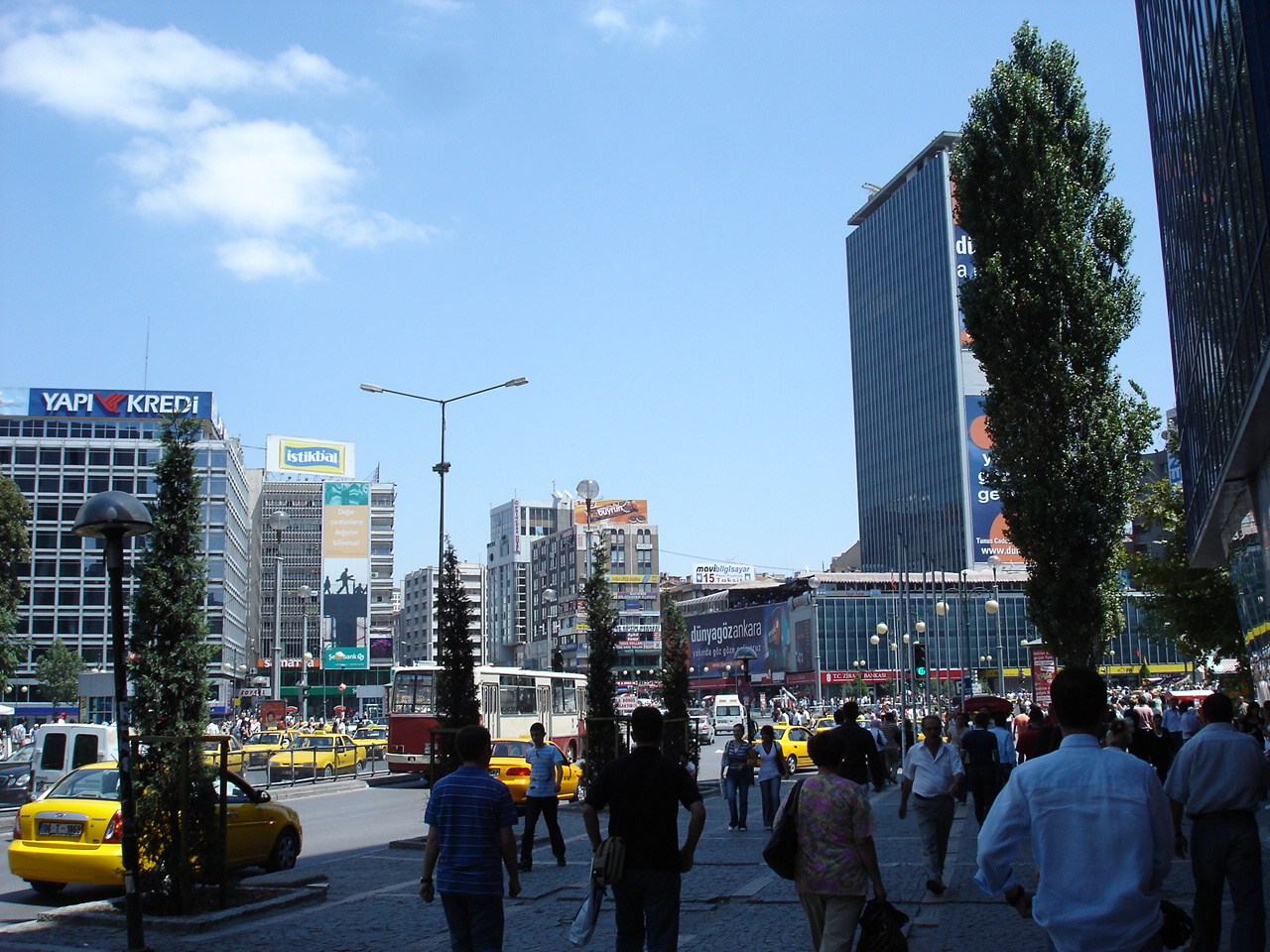
Sakarya-Straße, die zum Kızılay-Platz führt.

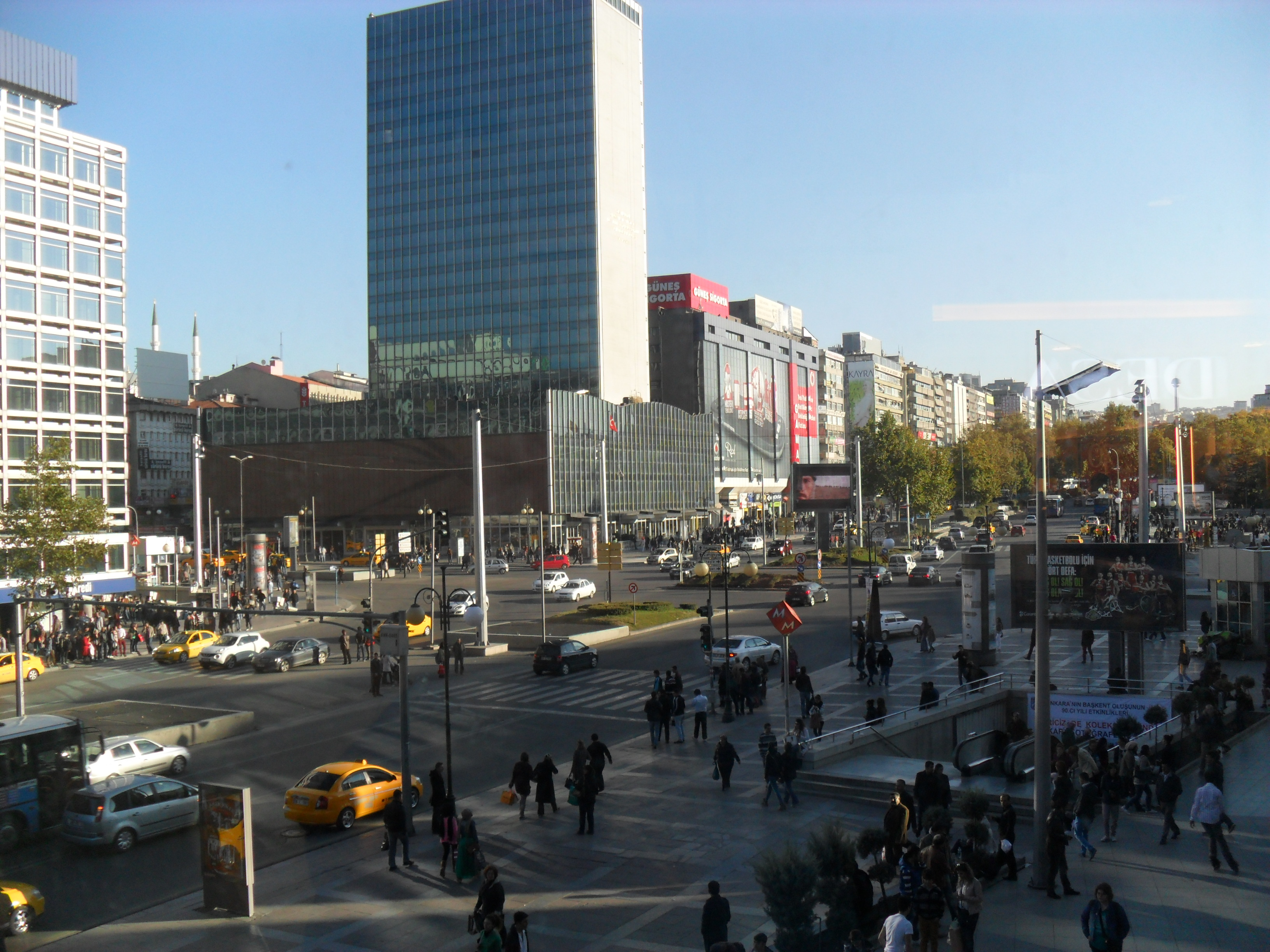
Kızılay-Platz

Der Kızılay-Platz (türkisch Kızılay Meydanı oder offiziell 15 Temmuz Kızılay Milli İrade Meydanı) ist ein zentraler Platz im Stadtteil Kızılay der türkischen Hauptstadt Ankara. Der Name stammt von einem 1929 erbauten Gebäude der Stadtverwaltung.
Heute dient der Platz mit seinen Bus-, Kleinbus- und U-Bahnanbindungen als wichtiger Verkehrsknoten-, Treff- und Versammlungspunkt.
Aufgrund seiner zentralen Lage war der Platz Schauplatz der Proteste in der Türkei 2013 in Ankara. Am 13. März 2016 ereignete sich ein Autobombenanschlag mit 37 Todesopfern auf dem Platz. Zu dem Anschlag bekannte sich eine Splittergruppe der kurdisch-separatistischen Terrororganisation PKK.
Zur Würdigung der Opfer und großer Teile der Bevölkerung gegen den Putschversuch in der Türkei 2016 wurde der Platz im selben Jahr offiziell in „15 Temmuz Kızılay Milli İrade Meydanı“, zu deutsch „Kızılay-Platz des nationalen Willens des 15. Juli“ umbenannt.